# Code Quantum (série télévisée, 1989)
 (janvier 2025).
- Si vous ne connaissez pas le sujet, laissez ce bandeau (vous pouvez alors contacter les auteurs).
- Si vous supprimez le contenu mis en cause (vous pouvez préalablement contacter les auteurs),

argumentez précisément cette suppression dans la page de discussion
(un manque de référence n'est pas un argument ; une recherche réelle de référence doit avoir été effectuée, être formellement documentée).
Pour les articles homonymes, voir Code Quantum, Code Quantum (série télévisée, 2022) et Quantum (homonymie).
 (juin 2024).
Si vous disposez d'ouvrages ou d'articles de référence ou si vous connaissez des sites web de qualité traitant du thème abordé ici, merci de compléter l'article en donnant les références utiles à sa vérifiabilité et en les liant à la section « Notes et références ».
Code Quantum (série télévisée, 2022)
Code Quantum (Quantum Leap) est une série télévisée américaine en 97 épisodes créée par Donald P. Bellisario, diffusée du 26 mars 1989 au 5 mai 1993 sur le réseau NBC.
En Belgique, elle a été diffusée de 1991 à 1995 sur RTL TVI puis aussi sur Club RTL ou encore Plug TV et au Luxembourg, elle a été diffusée de 1991 à 1993 sur RTL TV puis en France, elle a été diffusée à partir du 19 septembre 1993 sur Série Club, puis du 25 septembre 1993 au 4 février 1994 sur M6. Rediffusion sur Série Club, M6, Syfy, France 4, entre le 2 septembre 2013 et le 6 novembre 2013 sur Téva et dès le 12 novembre 2013 sur Paris Première puis dès le 8 février 2021 sur MCM. Au Québec, elle débute le 25 mars 2019 sur Prise 2.
Une suite voit le jour en 2022, avec Raymond Lee dans le rôle principal.

## Historique
À l'origine, Brandon Tartikoff (nouveau président de NBC), voulait mettre à l'antenne des séries plus novatrices que celles des autres chaînes. Donald Bellisario lui propose alors une anthologie. Mais ce genre de fiction se vendant mal en syndication, le producteur y ajoute le thème du voyage dans le temps. En s'inspirant de deux livres consacrés au sujet : le roman Time and again de Jack Finney, et Coming of the Age of the Milky Way de Timothy Ferris. Toutes ces idées donnent naissance à Code Quantum ou Quantum Leap en version originale (littéralement saut quantique). En physique, un saut quantique étant dans un atome, le passage d'un électron d'un état d'énergie donné à un état d'une autre énergie.

## Synopsis
En 1995, le docteur Samuel Beckett dit « Sam », scientifique de génie, émet l'hypothèse qu'il est possible de voyager dans le temps au cours de sa propre vie. Voulant prouver que sa théorie est juste, il tente l'expérience sur lui-même en entrant dans un accélérateur temporel qu'il a créé. Mais cela tourne mal : désormais, Sam saute d'une époque à une autre, au cours de la seconde moitié du XXe siècle aux États-Unis, prenant l'identité et l'apparence d'une personne différente à chacune de ses étapes.
Souffrant d'une amnésie partielle liée à sa propre identité, il est aidé par le contre-Amiral Al Calavicci, dit Al, qui lui apparaît sous forme d'hologramme. Al tient dans sa main « l'Interrogateur », un appareil électronique lui permettant d'entrer en contact avec Ziggy n'importe où dans le temps. Cet « ordinateur hybride » exécute le projet « Code Quantum » et les renseigne sur le contexte historique de chaque voyage dans le temps.
Convaincu que son périple n'est pas dû au hasard, mais que Dieu décide de ses sauts spatio-temporels, Sam Beckett essaie de réparer les erreurs du passé, intervenant dans la vie d'individus dont il occupe les corps (hommes et femmes, parfois animaux). Il espère à chaque fois que son prochain saut le ramènera à sa propre époque.

## Exceptions
Certaines personnes peuvent voir, entendre ou ressentir la présence d'Al ou Sam tels qu'ils sont, à savoir :
- Les animaux ;
- Les enfants de moins de 5 ans ;
- Les anges ;
- Les personnes sensibles aux ultrasons ou basées sur la même fréquence que Sam ;
- Les personnes proches de la mort ;
- Les personnes dans un état d'ébriété très avancé ;
- Les personnes déficientes mentalement ;
- Les médiums.

## Distribution

### Acteurs principaux
- Scott Bakula (VF : Guy Chapellier) : Dr Samuel « Sam » Beckett, John Beckett (saison 3, épisode 1 ; saison 5, épisode 11)
- Dean Stockwell (VF : Bernard Soufflet) : Albert « Al » Calavicci

### Acteurs récurrents
- Deborah Pratt : voix de Ziggy / Troian Claridge
- Dennis Wolfberg : Irving "Gooshie" Gushman
- Candy Ann Brown : Dr. Verbena Beeks
- Susan Diol : Beth Calavicci

### Invités célèbres
- Bruce McGill : « Toc-Toc » Ernie (Saison 1, Pilote), Al le barman (Saison 5, épisode 22)
- W. K. Stratton : Dr. Berger (Saison 1, Pilote), Sheriff Lyle Roundtree (Saison 2, épisode 17), Laurence 'Larry' Stanton III (Saison 5, épisodes 8, 9 et 10)
- Teri Hatcher (VF : Claire Guyot) : Donna Eleese (Saison 1, épisode 2)
- Michael Gregory : Colonel Wojohowitz (Saison 1, épisode 2)
- Lance LeGault (VF : Michel Paulin) : James le propriétaire du Ranch (Saison 1, épisode 4)
- Terri Garber (VF : Laurence Crouzet) : Teresa (Saison 1, épisode 5)
- Mark Margolis : Adriano (Saison 1, épisode 5)
- Nick Cassavetes : Primo La Palma (Saison 1, épisode 5)
- Michael D. Roberts : Willis Trafford (Saison 1, épisode 6)
- Jason Priestley : Pencil (Saison 1, épisode 7)
- Mathieu Carrière : Roger (Saison 2, épisode 1)
- Kelli Williams : Shannon (Saison 2, épisode 2)
- Russ Tamblyn : Bert Glasserman (Saison 2, épisode 7)
- Michael Madsen : Blue (Saison 2, épisode 8)
- Marcia Cross : Stephanie Heywood (Saison 2, épisode 17)
- Fabiana Udenio : Eva Panzini (Saison 2, épisode 19)
- Tia Carrere : Chu-Hoi (Saison 3, épisode 2)
- Josie Bissett : Becky (Saison 3, épisode 9)
- Debbie Allen : Joanna (Saison 3, épisode 14)
- Heidi Swedberg : Valerie (Saison 3, épisode 14)
- Lauren Tom : Sophie (Saison 3, épisode 16)
- Jane Sibbett : Diane Frost (Saison 3, épisode 18)
- Neal McDonough : Chucky (Saison 4, épisode 2)
- Michael Beach : Nathaniel Simpson (Saison 4, épisode 4)
- Joseph Gordon-Levitt : Kyle (Saison 4, épisode 5)
- John Finn : Amiral Spencer (Saison 4, épisode 12)
- Eriq LaSalle : Bobby Lee (Saison 4, épisode 15)
- Jerry Hardin : Ed Saxton (Saison 4, épisode 17)
- Jerry Adler : Lenny Greem (Saison 4, épisode 18)
- Bob Saget : Mack MacKay (Saison 4, épisode 21)
- Roddy McDowall (VF : Jean-Pierre Leroux) : Edward St. John V (Saison 4, épisode 22)
- Brooke Shields : Vanessa (Saison 5, épisode 2)
- Jennifer Aniston (VF : Béatrice Bruno) : Kiki Wilson (Saison 5, épisode 4)
- Shae D'Lyn : Alexandra Covington (Saison 5, épisode 15)
- Neil Patrick Harris : Mike Hammond (Saison 5, épisode 16)

 Source et légende : version française (VF) sur RS Doublage

## Épisodes
À travers la série, Sam Beckett voyage à diverses époques et empêche des évènements dramatiques comme des accidents ou des vies gâchées. Il en arrive même à changer l'avenir de sa propre famille au début de la saison 3, notamment en sauvant la vie de son frère aîné Tom au Vietnam, évènement qui aurait abouti à la destruction de sa famille (la mort de son père, le mariage de sa sœur avec un homme violent et alcoolique).
La saison 4 se révèle plus sombre. En effet elle traite des sujets plus sensibles de la société comme les actions du Ku Klux Klan, une affaire de viol ou encore une série de meurtres perpétrés par un psychopathe. L'épisode Cauchemar reste le plus troublant. Sam y incarne un inspecteur de police qui enquête sur un assassinat en étant victime de mauvais rêves.
La série se radoucit à la saison 5 mais semble tourner un peu plus vers l'incohérence et l'illogique. Lors de sa dernière mission, le Barman (symbolisant Dieu) nommé Al, fait comprendre à Sam qu'il peut rentrer chez lui quand il le veut. Il décide alors, contre toute attente, d'aller prévenir Beth, la première femme d'Al Calavicci, que son mari est vivant et qu'il reviendra. Il se transmute en avril 1969 auprès de Beth. L'épilogue indique de ce fait que Beth ne s'est finalement pas remariée et a attendu le retour d'Al. À l'époque présente (2000), ils ont quatre filles et en sont à leur 39e année de mariage.

## Effets spéciaux
Les seuls effets spéciaux de la série concernent les déplacements dans le temps et les divers passages d'Al à travers les décors. Si les déplacements se font simplement sous une simple lumière brillante dans les cinq premiers épisodes de la saison 1, l'effet est un peu amélioré à partir du sixième. Au fil des autres saisons, les effets spéciaux prennent davantage d'ampleur, la production ayant alors un meilleur budget.

## Absence de fin
La série comporte cinq saisons. Dans la dernière minute du dernier épisode de la cinquième saison, il est écrit en toutes lettres : « Le Dr Sam Beckett n'est jamais rentré chez lui », ce qui tend à indiquer que Sam continue de voyager dans le temps indéfiniment. Les producteurs ont dû se contraindre à modifier le montage de l'épisode et à rajouter ce texte, à la suite de l'annonce de l'arrêt de la diffusion par la chaîne NBC qui finançait et diffusait cette série.

## Fin alternative de la cinquième saison (retrouvée et diffusée sur Internet en 2018-2019)
Quelques années après la diffusion télévisée du dernier épisode de la cinquième saison, un script concernant une fin alternative en vue d'une sixième saison, si la série n'avait pas été annulée, est apparu sur Internet dans lequel Al et sa femme Beth deviendraient de nouveaux voyageurs du temps, à la recherche de Sam Beckett, avec des sauts dans le futur pour tenter de le retrouver. 
Donald P. Bellisario, créateur et producteur de la série, nia l'existence d'un tel script, disant ignorer d'où venait cette idée.
Le 19 février 2018, une fan de la série, Allison Pregler, annonça sur YouTube avoir fait l'acquisition de films négatifs issus de la cinquième saison montrant des scènes avec les personnages de Al et Beth ensemble, impliquant de ce fait qu'une fin alternative a bien été tournée, et donnant de la crédibilité à l'existence d'un scénario tel que décrit dans le script.
Le 29 mai 2019, la vidéo de cette fin alternative perdue fut finalement diffusée sur le site Reddit par un utilisateur sous le pseudonyme Leaper1953. La façon dont cette personne a obtenu la séquence reste inconnue.
Peu de temps après cette diffusion, Scott Bakula confirma que plusieurs fins alternatives ont été tournées et que cette scène retrouvée était bien authentique.

## Rationalisation post-créative
La « rationalisation post-créative »,, est un concept imaginé par Donald Bellisario qui consiste à justifier a posteriori, une idée de scénario auprès du téléspectateur. Deux questions résultent de ce concept : la théorie de la ficelle et le sexe de Ziggy.

### Théorie de la ficelle
S'appuyant sur cette technique, Bellisario limite les voyages dans le temps de son héros à sa durée de vie. Ainsi naît la « théorie de la ficelle », selon laquelle l'existence de chacun est comparable à une ficelle. Un bout de la ficelle représente la naissance, et l'autre, la mort. À la suite de son saut dans le temps, la ficelle de Sam est maintenant mise en pelote, et chaque moment de sa vie s'entrechoque sans aucune chronologie. C'est une explication particulièrement ingénieuse, car elle limite les sauts dans le temps au XXe siècle, à quelques exceptions près. Ce qui permet de conserver Sam dans des périodes où sa présence reste crédible aux yeux du téléspectateur (pas de rencontre avec des dinosaures ou de vaisseaux spatiaux) mais aussi de limiter les coûts au niveau des décors et des trucages. Cependant, l'épisode Les Tuniques bleues (The Leap Between the States) se déroule en 1862 en pleine Guerre de sécession. Ce procédé permet également à l'auteur de faire voyager Sam et le téléspectateur parmi les grandes dates de l'histoire des États-Unis.
Le personnage de Al précise que le voyage dans le temps a pu être possible grâce au fait que Sam ait été transmuté dans le corps de son ancêtre. L'ADN étant proche, la transmutation fut alors possible. À l'inverse, lorsqu'ils se retrouvent en 1945, dans l'épisode Bond en arrière (1er de la saison 4), c'est Al qui atterrit dans le corps de la personne et Sam qui reste sous forme de hologramme. La logique fait que Sam n'était pas encore né à cette époque (puisque né en 1953) contrairement à Al qui était déjà de ce monde.

### Ziggy, homme ou femme?
S'appuyant toujours sur cette idée, Donald Bellisario opère un changement radical concernant Ziggy, l'ordinateur hybride. Jusqu'à la troisième saison, il est sous-entendu que Ziggy est de sexe masculin. Mais à partir du premier épisode de la quatrième saison, sa voix est féminine. Quand la question est posée à Bellisario, le producteur répond que Sam ne se souvenait pas qu'il avait doté Ziggy d'une personnalité féminine et qu'Al n'a jamais voulu le contredire, Sam ayant suffisamment de troubles provoqués par les sauts.

## Distinctions
- Golden Globes 1990 : meilleur acteur dans un second rôle dans une série, une mini-série ou un téléfilm pour Dean Stockwell
- Golden Globes 1992 : meilleur acteur dans une série dramatique pour Scott Bakula

## Reboot
En janvier 2022, NBC a commandé un épisode pilote pour un redémarrage de Code Quantum. Donald Bellisario est impliqué, tandis que les showrunners incluent Steven Lilien et Bryan Wynbrandt, avec Deborah Pratt et Martin Gero en tant que producteurs exécutifs. L'émission sera produite par Universal Television pour être diffusée lors de la saison télévisée 2022-2023. L'implication de Scott Bakula n'est pas claire. Le pilote se déroule 30 ans après la conclusion de la série originale, avec une nouvelle équipe relançant le projet Code Quantum pour essayer de le comprendre ainsi que de découvrir le sort de Sam Beckett.
Le mois suivant, il est annoncé qu'Helen Shaver réalisera le pilote et qu'elle servira aussi de productrice exécutive.
Le 4 mars, il est révélé que Raymond Lee a signé pour interpréter le rôle du Dr Ben Song dans le pilote, la personne qui finit par voyager dans le temps à travers le projet Code Quantum. Le 8 mars, c'est Ernie Hudson qui est annoncé dans le rôle d'Herbert "Magic" Williams, le chef du nouveau programme Code Quantum et un vétéran de la guerre du Vietnam dans lequel Sam a sauté dans l'épisode "La Famille avant tout (2e partie)" de la saison trois. Le lendemain, ce sont Caitlin Bassett, Nanrisa Lee et Mason Alexander Park qui rejoignent le casting principal.
Le tournage du pilote a commencé le 12 mars à Vancouver et s'est achevé le 29 mars.
Le 6 mai 2022, la série est officiellement commandée par NBC pour une première saison. Il est également annoncé que le lancement est prévu pour la saison télévisuelle 2022-2023.
Le 25 juillet 2022, Martin Gero devient le nouveau showrunner de la série tandis que les précédents showrunners Lilien et Wynbrandt restent en tant que producteurs exécutifs. De plus, Dean Georgaris rejoint le projet également en tant que producteur exécutif.
Le premier épisode a été diffusé le lundi 19 septembre 2022. Après la diffusion des trois premiers épisodes, NBC a commandé six épisodes supplémentaires pour la première saison, portant le nombre d'épisodes à 18.
Le 12 décembre 2022, la série a été renouvelée pour une deuxième saison de 13 épisodes. Lors de cette saison, Eliza Taylor-Cotter (Hannah Carson) et Peter Gadiot (Tom Westfall) rejoignent le casting principal.
Dans cette suite, Deborah Pratt (voix de Ziggy) et Susan Diol (Beth Calavicci) reprennent leur rôle.

## Produits dérivés

### Coffrets DVD
- Code Quantum - L'intégrale de la saison 1 (20 juin 2006)
- Code Quantum - L'intégrale de la saison 2 (28 novembre 2006)
- Code Quantum - L'intégrale de la saison 3 (22 juin 2010)
- Code Quantum - L'intégrale de la saison 4 (25 janvier 2011)
- Code Quantum - L'intégrale de la saison 5 (26 juillet 2011)
- Code Quantum - L'intégrale de la série (10 octobre 2012)

À savoir que pour les saisons 3 à 5, les épisodes sont présentés avec les textes et génériques intégralement en français.

### Littérature
Plusieurs romans ont été publiés aux États-Unis à partir de l'année 1990 dont cinq ont été traduits en français aux éditions J'ai lu :
- Code Quantum - Tome 1 : Prélude, Ashley McConnell, J'ai lu, 1996  (ISBN 2-2772-4235-7)
- Code Quantum - Tome 2 : Pilote, Julie Robitaille, J'ai lu, 1996  (ISBN 2-2772-4236-5)
- Code Quantum - Tome 3 : Le Mur, Ashley McConnell, J'ai lu, 1996  (ISBN 2-2772-4237-3)
- Code Quantum - Tome 4 : Le Fantôme et le détective, Julie Robitaille, J'ai lu, 1996  (ISBN 2-2900-4290-0)
- Code Quantum - Tome 5 : Le Jugement du fléau, Mélanie Rawn, J'ai lu, 1996  (ISBN 2-2900-4330-3)

### Autres séries télévisées sur le même thème
- Au cœur du temps (The Time Tunnel), série télévisée des années 1960
- Voyages au bout du temps (Voyagers!), série télévisée de 1982
- Journeyman, série télévisée de 2007
- Timeless (2016–2018)

### Bandes dessinées des années 1970 sur le même thème
Dans les deux bandes dessinées des années 1970 qui suivent, le héros est transporté malgré lui dans une époque historique à chaque début d'épisode, comme le héros de Code Quantum.
- Adam Eterno
- Mickey à travers les siècles

### Dans la littérature
- Le Coffre fort, nouvelle écrite en 1995 par Greg Egan et publiée dans le recueil Axiomatique, le héros se réveille chaque jour dans le corps d'une nouvelle personne depuis sa plus jeune enfance.

#### Bases de données et dictionnaires
- Ressources relatives à l'audiovisuel :   - AllMovie
  - Allociné
  - IMDb
  - LUMIERE
  - OFDb
  - Rotten Tomatoes
- Ressources relatives à la littérature :   - The Encyclopedia of Science Fiction
  - NooSFere
- Ressource relative à la musique :   - MusicBrainz (groupes de sorties)
- Ressource relative à plusieurs domaines :   - Metacritic